# Marcq (Yvelines)
Marcq és un municipi francès, situat al departament d'Yvelines i a la regió de Illa de França. L'any 2007 tenia 693 habitants.
Forma part del cantó d'Aubergenville, del districte de Rambouillet i de la Comunitat de comunes Cœur d'Yvelines.

## Demografia

### Població
El 2007 la població de fet de Marcq era de 693 persones. Hi havia 264 famílies, de les quals 59 eren unipersonals (24 homes vivint sols i 35 dones vivint soles), 75 parelles sense fills, 122 parelles amb fills i 8 famílies monoparentals amb fills.
La població ha evolucionat segons el següent gràfic:
Habitants censats

### Habitatges
El 2007 hi havia 290 habitatges, 257 eren l'habitatge principal de la família, 19 eren segones residències i 15 estaven desocupats. 275 eren cases i 15 eren apartaments. Dels 257 habitatges principals, 218 estaven ocupats pels seus propietaris, 33 estaven llogats i ocupats pels llogaters i 6 estaven cedits a títol gratuït; 6 tenien una cambra, 19 en tenien dues, 22 en tenien tres, 41 en tenien quatre i 169 en tenien cinc o més. 208 habitatges disposaven pel capbaix d'una plaça de pàrquing. A 106 habitatges hi havia un automòbil i a 139 n'hi havia dos o més.

### Piràmide de població
La piràmide de població per edats i sexe el 2009 era:
| Homes | Edats   | Dones |
| ----- | ------- | ----- |
| 0     | 95 o +  | 4     |
| 0     | 90 a 94 | 0     |
| 0     | 85 a 89 | 4     |
| 4     | 80 a 84 | 0     |
| 4     | 75 a 79 | 12    |
| 4     | 70 a 74 | 8     |
| 12    | 65 a 69 | 8     |
| 12    | 60 a 64 | 20    |
| 24    | 55 a 59 | 12    |
| 20    | 50 a 54 | 24    |
| 28    | 45 a 49 | 36    |
| 16    | 40 a 44 | 36    |
| 16    | 35 a 39 | 20    |
| 16    | 30 a 34 | 8     |
| 20    | 25 a 29 | 20    |
| 8     | 20 a 24 | 16    |
| 40    | 15 a 19 | 20    |
| 16    | 10 a 14 | 32    |
| 16    | 5 a 9   | 16    |
| 24    | 0 a 4   | 24    |

## Economia
El 2007 la població en edat de treballar era de 460 persones, 353 eren actives i 107 eren inactives. De les 353 persones actives 333 estaven ocupades (174 homes i 159 dones) i 20 estaven aturades (10 homes i 10 dones). De les 107 persones inactives 34 estaven jubilades, 49 estaven estudiant i 24 estaven classificades com a «altres inactius».

### Ingressos
El 2009 a Marcq hi havia 271 unitats fiscals que integraven 750,5 persones, la mediana anual d'ingressos fiscals per persona era de 27.951 €.

### Activitats econòmiques
Dels 32 establiments que hi havia el 2007, 2 eren d'empreses de fabricació d'altres productes industrials, 12 d'empreses de construcció, 4 d'empreses de comerç i reparació d'automòbils, 2 d'empreses de transport, 1 d'una empresa d'hostatgeria i restauració, 2 d'empreses d'informació i comunicació, 2 d'empreses immobiliàries, 6 d'empreses de serveis i 1 d'una entitat de l'administració pública.
Dels 10 establiments de servei als particulars que hi havia el 2009, 1 era un taller de reparació d'automòbils i de material agrícola, 3 paletes, 2 lampisteries, 1 electricista, 1 empresa de construcció, 1 restaurant i 1 agència immobiliària.

## Equipaments sanitaris i escolars
El 2009 hi havia una escola elemental.

## Poblacions més properes
El següent diagrama mostra les poblacions més properes.